# EPrix de Buenos Aires 2016
GP précédent GP suivant
L'ePrix de Buenos Aires 2016 (2016 FIA Formula E Buenos Aires ePrix), disputé le 6 février 2016 sur le circuit urbain de Puerto Madero, est la quinzième manche de l'histoire du championnat de Formule E FIA. Il s'agit de la deuxième édition de l'ePrix de Buenos Aires comptant pour le championnat de Formule E et de la quatrième manche du championnat 2015-2016.

## Essais libres

### Première séance
| Pos. | Pilote          | Voiture                   | Chrono         | Écart     |
| ---- | --------------- | ------------------------- | -------------- | --------- |
| 1    | Sam Bird        | DS Virgin Racing          | 1 min 09 s 913 |           |
| 2    | Daniel Abt      | ABT Schaeffler Audi Sport | 1 min 10 s 302 | + 0 s 389 |
| 3    | Nelsinho Piquet | NEXTEV TCR                | 1 min 10 s 717 | + 0 s 804 |
| 4    | Oliver Turvey   | NEXTEV TCR                | 1 min 10 s 752 | + 0 s 839 |
| 5    | Sébastien Buemi | Renault e.dams            | 1 min 10 s 880 | + 0 s 967 |
| 6    | Lucas di Grassi | ABT Schaeffler Audi Sport | 1 min 11 s 152 | + 1 s 239 |

### Deuxième séance
| Pos. | Pilote                 | Voiture                   | Chrono         | Écart     |
| ---- | ---------------------- | ------------------------- | -------------- | --------- |
| 1    | Sébastien Buemi        | Renault e.dams            | 1 min 08 s 771 |           |
| 2    | Lucas di Grassi        | ABT Schaeffler Audi Sport | 1 min 09 s 310 | + 0 s 539 |
| 3    | Nicolas Prost          | Renault e.dams            | 1 min 09 s 311 | + 0 s 540 |
| 4    | Sam Bird               | DS Virgin Racing          | 1 min 09 s 485 | + 0 s 714 |
| 5    | António Félix da Costa | Team Aguri                | 1 min 09 s 490 | + 0 s 719 |
| 6    | Jérôme d'Ambrosio      | Dragon Racing             | 1 min 09 s 695 | + 0 s 924 |

## Qualifications
| Pos. | Pilote                 | Écurie                    | Groupe de qualification | Super pole     | Grille |
| ---- | ---------------------- | ------------------------- | ----------------------- | -------------- | ------ |
| 1    | Sam Bird               | DS Virgin Racing          | 1 min 09 s 474          | 1 min 09 s 420 | 1      |
| 2    | Nicolas Prost          | Renault e.Dams            | 1 min 09 s 473          | 1 min 09 s 751 | 2      |
| 3    | António Félix da Costa | Team Aguri                | 1 min 09 s 381          | 1 min 09 s 761 | 3      |
| 4    | Stéphane Sarrazin      | Venturi                   | 1 min 09 s 236          | 1 min 10 s 298 | 4      |
| 5    | Mike Conway            | Venturi                   | 1 min 09 s 602          | 1 min 12 s 391 | 5      |
| 6    | Robin Frijns           | Amlin Andretti            | 1 min 09 s 616          |                | 6      |
| 7    | Lucas di Grassi        | ABT Schaeffler Audi Sport | 1 min 09 s 677          |                | 7      |
| 8    | Daniel Abt             | ABT Schaeffler Audi Sport | 1 min 09 s 814          |                | 8      |
| 9    | Nelsinho Piquet        | NEXTEV TCR                | 1 min 09 s 931          |                | 9      |
| 10   | Jérôme d'Ambrosio      | Dragon Racing             | 1 min 10 s 067          |                | 10     |
| 11   | Oliver Turvey          | NEXTEV TCR                | 1 min 10 s 126          |                | 11     |
| 12   | Loïc Duval             | Dragon Racing             | 1 min 10 s 130          |                | 12     |
| 13   | Nick Heidfeld          | Mahindra Racing           | 1 min 10 s 321          |                | 13     |
| 14   | Simona De Silvestro    | Amlin Andretti            | 1 min 10 s 446          |                | 14     |
| 15   | Jean-Éric Vergne       | DS Virgin Racing          | 1 min 10 s 581          |                | 15     |
| 16   | Bruno Senna            | Mahindra Racing           | 1 min 11 s 306          |                | 16     |
| 17   | Salvador Durán         | Team Aguri                | 1 min 13 s 256          |                | 17     |
| 18   | Sébastien Buemi        | Renault e.Dams            | 1 min 19 s 421          |                | 18     |

## Course

### Classement
| Pos. | no | Pilote                 | Écurie                    | Tours | Temps/Abandon   | Grille | Points |
| ---- | -- | ---------------------- | ------------------------- | ----- | --------------- | ------ | ------ |
| 1    | 2  | Sam Bird               | DS Virgin Racing          | 35    | 45 min 28 s 385 | 1      | 28     |
| 2    | 9  | Sébastien Buemi        | Renault e.Dams            | 35    | + 0 s 716       | 18     | 18     |
| 3    | 11 | Lucas di Grassi        | ABT Schaeffler Audi Sport | 35    | + 7 s 525       | 7      | 15     |
| 4    | 4  | Stéphane Sarrazin      | Venturi                   | 35    | + 9 s 415       | 4      | 12     |
| 5    | 8  | Nicolas Prost          | Renault e.dams            | 35    | + 11 s 316      | 2      | 10     |
| 6    | 6  | Loïc Duval             | Dragon Racing             | 35    | + 15 s 660      | 12     | 8      |
| 7    | 23 | Nick Heidfeld          | Mahindra Racing           | 35    | + 16 s 444      | 13     | 6      |
| 8    | 27 | Robin Frijns           | Amlin Andretti            | 35    | + 18 s 685      | 6      | 4      |
| 9    | 88 | Oliver Turvey          | NEXTEV TCR                | 35    | + 22 s 007      | 11     | 2      |
| 10   | 21 | Bruno Senna            | Mahindra Racing           | 35    | + 22 s 456      | 16     | 1      |
| 11   | 25 | Jean-Éric Vergne       | DS Virgin Racing          | 35    | + 24 s 482      | 15     |        |
| 12   | 1  | Nelsinho Piquet        | NEXTEV TCR                | 35    | + 24 s 641      | 9      |        |
| 13   | 66 | Daniel Abt             | ABT Schaeffler Audi Sport | 35    | + 27 s 998      | 8      |        |
| 14   | 28 | Simona de Silvestro    | Amlin Andretti            | 35    | + 36 s 171      | 14     |        |
| 15   | 12 | Mike Conway            | Venturi                   | 35    | + 39 s 581      | 5      |        |
| 16   | 7  | Jérôme d'Ambrosio      | Dragon Racing             | 34    | + 1 tour        | 10     | 2      |
| Abd. | 55 | António Félix da Costa | Team Aguri                | 17    | Logiciel        | 3      |        |
| Abd. | 77 | Salvador Durán         | Team Aguri                | 14    | Freins          | 17     |        |

- Sam Bird, Jean-Éric Vergne et Lucas di Grassi ont été désignés par un vote en ligne pour obtenir le fanboost, qui leur permet de bénéficier de 25 kW supplémentaires pendant cinq secondes lors de la course[6].

### Pole position et record du tour
La pole position et le meilleur tour en course rapportent respectivement 3 points et 2 points.
- Pole position :  Sam Bird (DS Virgin Racing) en 1 min 09 s 420.
- Meilleur tour en course :  Jérôme d'Ambrosio (Dragon Racing) en 1 min 10 s 285 au 29e tour.

### Tours en tête
- Sam Bird (DS Virgin Racing) : 34 tours (1-18 ; 20-35)
- Nelsinho Piquet (NEXTEV TCR) : 1 tour (19)

## Classements généraux à l'issue de la course
| Pos. | Pilote                 | Points |
| ---- | ---------------------- | ------ |
| 1    | Sébastien Buemi        | 80     |
| 2    | Lucas di Grassi        | 76     |
| 3    | Sam Bird               | 52     |
| 4    | Loïc Duval             | 32     |
| 5    | Jérôme d'Ambrosio      | 30     |
| 6    | Stéphane Sarrazin      | 28     |
| 7    | Nick Heidfeld          | 23     |
| 8    | Robin Frijns           | 21     |
| 9    | Nicolas Prost          | 21     |
| 10   | António Félix da Costa | 16     |
| 11   | Bruno Senna            | 11     |
| 12   | Oliver Turvey          | 10     |
| 13   | Daniel Abt             | 10     |
| 14   | Jean-Éric Vergne       | 6      |
| 15   | Nelsinho Piquet        | 4      |
| 16   | Nathanaël Berthon      | 4      |

| Pos. | Écurie                    | Points |
| ---- | ------------------------- | ------ |
| 1    | Renault e.dams            | 101    |
| 2    | ABT Schaeffler Audi Sport | 86     |
| 3    | Dragon Racing             | 62     |
| 4    | DS Virgin Racing          | 58     |
| 5    | Mahindra Racing           | 34     |
| 6    | Venturi Formula E Team    | 28     |
| 7    | Amlin Andretti            | 21     |
| 8    | Team Aguri                | 20     |
| 9    | NEXTEV TCR                | 14     |